# Peter Billgren
Peter Billgren – szwedzki brydżysta, European Champion w kategorii Seniors (EBL).

## Wyniki brydżowe

### Zawody europejskie
W europejskich zawodach zdobył następujące lokaty:
| Zawody europejskie. Konkurencja teamów | Zawody europejskie. Konkurencja teamów | Zawody europejskie. Konkurencja teamów   | Zawody europejskie. Konkurencja teamów | Zawody europejskie. Konkurencja teamów | Zawody europejskie. Konkurencja teamów |
| Rok                                    | Miejsce                                | Zawody                                   | Kategoria                              | Drużyna                                | Pozycja                                |
| -------------------------------------- | -------------------------------------- | ---------------------------------------- | -------------------------------------- | -------------------------------------- | -------------------------------------- |
| 2013                                   | Ostenda                                | 6. Otwarte Mistrzostwa Europy            | Seniorzy                               | Lavec                                  | 1                                      |
| 2012                                   | Dublin                                 | 51. Mistrzostwa Europy Teamów            | Seniorzy                               | Sweden                                 | 11                                     |
| 1974                                   | Kopenhaga                              | 4. Młodzieżowe Mistrzostwa Europy Teamów | Juniorzy                               | Sweden                                 | 1                                      |

## Klasyfikacja
- Peter Billgren – klasyfikacja WBF (ang.)
- Peter Billgren – klasyfikacja EBL (ang.)